# کمیته المپیک چین
کمیته المپیک چین (چینی ساده: 中国奥林匹克委员会، چینی سنتی: 中國奧林匹克委員會، هانیو پینین: Zhōngguó Àolínpǐkè Wěiyuánhuì، کدIOC: CHN) معرف جمهوری خلق چین در امور بین‌المللی مربوط به جنبش المپیک است.